# Мальте-Брун
Мальте-Брун (англ. Malte Brun) — гора, найвища вершина однойменного гірського хребта Мальте-Брун, що лежить між льодовиками Тасман та Мерчисон, на Південному острові у Південних Альпах, на південному заході регіону Кентербері Нової Зеландії.

## Географія
Згідно інформації Департаменту про землю в Новій Зеландії (LINZ), гора піднімається на висоту 3199 метрів, хоча інші джерела дають висоти від 3155 до 3199 м. Список, опублікований Новозеландським альпійським клубом, вказує Мальте-Брун на 3-му місці за висотою як незалежну вершину Нової Зеландії та на 8-му місці за абсолютною висотою серед всіх вершин країни. Гора розташована за 13,6 км на схід-північний схід від гори Кука (Аоракі) (3724 м).
Абсолютна висота вершини 3199 метрів над рівнем моря. Відносна висота гори — 780 м. За цим показником вершина є 21-ю на Південному острові та 23-ю у Новій Зеландії. Найнижче ключове сідло вершини, по якому вимірюється її відносна висота називається «Сідло Ленденфельда» (англ. Lendenfeld Saddle), має висоту 2419 м над рівнем моря і розташоване за 7,9 км на північ-північний схід (43°29′42.08″ пд. ш. 170°20′2.73″ сх. д. / 43.4950222° пд. ш. 170.3340917° сх. д.). Топографічна ізоляція вершини відносно найближчої вищої гори Сільбергорн (англ. Silberhorn, 3300 м), яка розташована на заході, становить 11,37 км.
Гора була названа Юліусом фон Гаастом на честь французького географа Віктора Адольфа Мальте-Бруна.

## Сходження

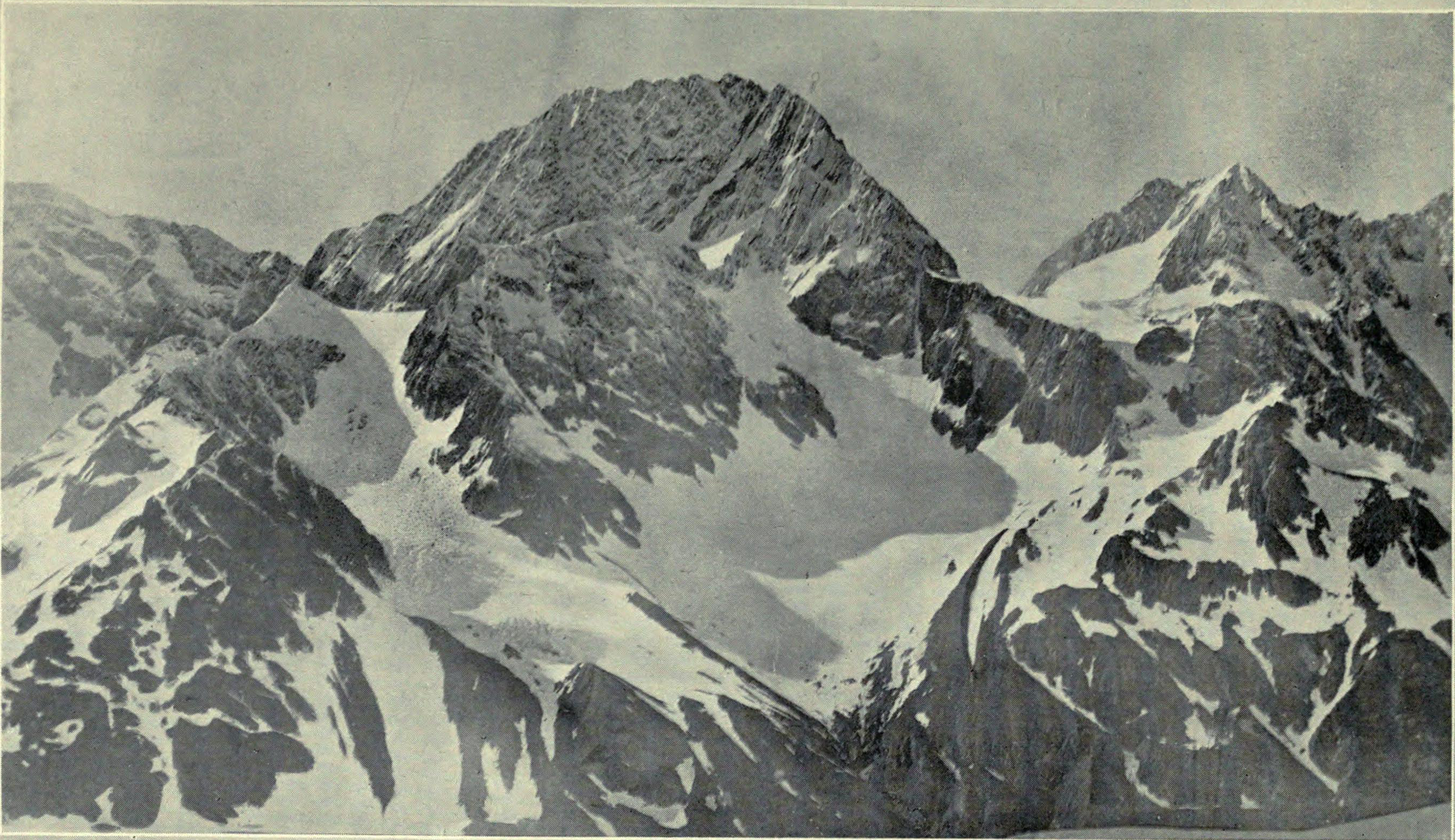
Гора Мальте-Брун, в центрі (1915)

Вперше на Мальте-Брун піднявся Том Файф (сольний підйом) у березні 1894 року. Через Північну стіну. Сьогодні на гору прокладено багато скелелазних маршрутів, котрі потребують технічного досвіду та спеціального обладнання. Класичним маршрутом є Західний хребет, який включає в себе «Шеваль», гребінь з гострим краєм, що перетинається транскордонним рухом. Деякі з основних маршрутів для підйому на Мальте-Брун включають:
- Західний хребет (Новозеландський альпійський клас[en] 3+)
- Південний хребет (НЗ альпійський клас 3)
- Південна стіна (НЗ альпійські класи 4 — 4+)

На нижніх схилах гори були збудовані дві хатини, що обслуговували альпіністів: хатина Бетем у долині Бетем та хатина Мальте-Брун на моренних терасах над льодовиком Тасман. Хатину «Бетем» було зруйновано лавиною на початку 1990-х років.